# Il mio amico Maigret
Il mio amico Maigret (titolo originale francese Mon ami Maigret) è un romanzo poliziesco di Georges Simenon con protagonista il Commissario Maigret.
È stato composto nel 1949, quando l'autore viveva a Tumacacori-Carmen, in Arizona.
È il trentunesimo romanzo dedicato al celebre commissario.

## Trama
Maigret è ormai così famoso che da Scotland Yard viene inviato l'ispettore Pyke per studiare il suo famoso "metodo". Pyke è molto britannico, ma forse proprio per questo Maigret si sente nervoso avendolo al suo fianco; né il tempo uggioso parigino lo aiuta. Il commissario non perde così l'occasione di una trasferta all'isola di Porquerolles, la maggiore delle Isole di Hyères, dove è stato chiamato per l'assassino di Marcellin, un malvivente comune che si vantava però di conoscerlo molto bene.
In realtà, la fidanzata di Marcellin, Ginette, una prostituta, era stata aiutata da Maigret anni prima, quando questa, malata di tubercolosi, necessitava di un posto in sanatorio. Maigret e Pyke raggiungono l'isola. Jojo, una cameriera d'albergo, accenna al commissario che Marcellin si era vantato di poter ottenere denaro ogni volta che voleva. Maigret esegue dei controlli con l'operatore telefonico locale e scopre che Marcellin aveva chiamato Ginette per farsi dire "in che anno era morto Van Gogh (Toulouse-Lautrec nella trasposizione televisiva con Bruno Cremer)". Maigret intuisce una pista: Marcellin era venuto a conoscenza che Jef de Greef, un pittore vagabondo, aveva falsificato un Van Gogh, comprato dallo scrittore Philippe de Moricourt, per rivenderlo alla sua amante, Ellen Wilcox. Il falsario o lo scrittore, o entrambi, erano arrivati a uccidere Marcellin pur di impedirgli di rivelare la verità alla Wilcox.

## Edizioni
Il romanzo è stato scritto presso la tenuta Stud Barn di Tumacàcori, antica sede di tre comunità missionarie spagnole, ora parco storico naturale nei dintorni di Tucson, Arizona (USA) dal 24 gennaio al 2 febbraio 1949, pubblicato per la prima volta in Francia il 10 giugno dello stesso anno, presso l'editore Presses de la Cité.
In Italia è apparso per la prima volta nel 1955, tradotto da Felice Dessì e pubblicato da Mondadori nella collana "Il girasole. Biblioteca economica Mondadori" (n° 22). Sempre per lo stesso editore è stato ripubblicato in altre collane o raccolte tra gli anni sessanta e novanta (dal 1990 nella traduzione di Eileen Romano). Nel 1999 il romanzo è stato pubblicato presso Adelphi con il titolo Il mio amico Maigret, tradotto da Franco Salvatorelli, nella collana dedicata al commissario (parte de "gli Adelphi", al nº 161).

## Film e televisione
Due sono stati gli adattamenti del romanzo per la televisione:
- Episodio dal titolo My Friend the Inspector, facente parte della serie televisiva Maigret, trasmesso per la prima volta sulla BBC il 19 dicembre 1960, con Rupert Davies nel ruolo del commissario Maigret.
- Episodio dal titolo Mon ami Maigret, facente parte della serie televisiva Il commissario Maigret per la regia di Bruno Gantillon, trasmesso per la prima volta il 25 maggio 2001, con Bruno Cremer nel ruolo del commissario Maigret. In Italia è stato trasmesso con il titolo Maigret e il falso amico per la prima volta il 3 agosto 2008.